# Chama Chakomboka
Mushota Chama Chakomboka († 2000) war ein Politiker in Sambia.
Chama Chakomboka war von Beruf Unternehmer. Kenneth Kaunda ließ ihn im Juli 1981 nach dem zweiten größeren Streik in Sambias wirtschaftlich wichtiger Kupfer und Kobaltindustrie innerhalb von sechs Monaten zusammen mit den vier Gewerkschaftsführern, Frederick Chiluba, Newstead Zimba, Chitala Sampa, Timothy Walambna, unter dem Verdacht eines Putschversuches verhaften. Diese Gruppe bildete später den Kern des Movement for Multiparty Democracy, das die Wahlen in Sambia 1991 gewann und damit der Einparteienherrschaft der UNIP endgültig ein Ende setzte.
Chama Chakomboka trat 1991 aus dem MMD aus, kandidierte bei den Wahlen in Sambia 1996 für das Movement for Democratic Process als Präsidentschaftskandidat und erhielt 3,29 Prozent der Stimmen. Danach trat er als Vorsitzender dieser Partei zurück. Am 19. Oktober 2000 wurde er in einem Pressebericht als „selig“ gemeldet. Am 4. November 2005 erhielt er posthum eine Haftentschädigung von K 40 Mio.